# 晚報
晚報通常指每天下午至傍晚出版的报纸，相对而言，“晨报”或“日报”指的是每天早上发行的报纸。
在中国大陆，一些晚报虽然号称“晚报”，但为与早报（都市报）市场竞争，现已改在每天早晨发行，如《扬子晚报》等。不过仍有少数晚报仍在下午时段出版，如《新民晚报》、《今晚报》。